# Ernest Lefèvre
Pour les articles homonymes, voir Lefèvre.
François Ernest Lefèvre, né le 15 août 1833 au Havre et mort le 9 novembre 1889 à Paris, est un journaliste et homme politique français.

## Biographie
Fils d’Arsène-Marie Vacquerie et de Nicolas-François Lefèvre, un ancien ouvrier cordonnier devenu négociant et chef d’une des plus importantes maisons d’armement du Havre, qui créa en 1839 le nouveau quartier de Graville et traça quatre-vingt-dix rues aboutissant à la rue de Normandie, il brilla au collège dans toutes les matières de l’enseignement et termina le lycée avec les trois prix de sa classe (excellence, dissertation française et latine, sciences mathématiques et physiques) et le diplôme de bachelier ès lettres.
Monté faire son droit à Paris, il fut reçu au doctorat avec une thèse sur les Légistes et leur influence au XIIe et au XIIIe siècle, qui est restée un ouvrage classique. Ayant ensuite choisi le barreau, il y connut quelques succès et devint même secrétaire de l’Ordre.
Après quelques années, il entra en politique en se lançant, comme opposant au Second Empire, dans le journalisme en entrant, en 1869, avec son oncle Auguste Vacquerie, comme rédacteur au Rappel, lors de la fondation de ce journal où, il se fit beaucoup remarquer comme écrivain distingué et comme l’un des plus intrépides défenseurs de la cause républicaine. Il fit également de l’opposition à l’Empire dans les rangs du parti républicain, et eut une part active à toutes ses polémiques.
En 1870, il fut nommé membre de la commission d’armement du VIIe arrondissement de Paris. Après le 18 mars 1871, il fut élu membre de la Commune, donna sa démission le 6 avril, et fut traduit, comme tel, en 1873 devant un Conseil de guerre qui l’acquitta.
Nommé administrateur-gérant du Rappel, il fut élu membre du Conseil municipal de Paris pour le quartier des Épinettes, de novembre 1874 à 1879, il en fut le président, ainsi que du département de la Seine. Il fit voter 30 000 francs en faveur des familles des condamnés politiques. Une de ses dernières propositions au Conseil tendait à ce que les droits qui grevaient les vins – en attendant l'abolition des octrois – soient au moins perçus d'après la valeur.
Aux élections générales du 21 août 1881, il se porta comme candidat républicain dans la 1re circonscription du Havre et obtint 5 758 voix, contre 6 507 données au député sortant Louis Peulevey. À la suite de cet échec, il fut plus heureux en se présentant ensuite à l’élection partielle du 4 décembre dans la 2e circonscription du Xe arrondissement de Paris, devenue vacante par suite de l’option de son député, Camille Pelletan, pour une circonscription d’Aix, et fut élu par 3 931 voix, sur 7 228 votants.
À la Chambre, siégeant constamment à l’extrême-gauche, il proposa en juin 1882 d’enlever au ministre le droit d’expulser les « réfugiés politiques » sans la ratification du décret par le conseil d’État. Il interpella le gouvernement, lors des affaires de Montceau-les-Mines, en mars 1883, sur les mesures à prendre pour assurer la liberté politique et religieuse des travailleurs dans les concessions de mines faites par l’État, et parla, en avril 1884, en faveur du scrutin de liste par arrondissement pour l’élection des conseillers municipaux de Paris, avec une représentation proportionnelle à la population. Avec la fraction avancée du parti républicain, il se prononça contre les ministères Gambetta et J. Ferry, pour la séparation de l’Église et de l’État, pour l’élection de la magistrature par le peuple, contre les crédits de l’expédition du Tonkin.
En dehors du parlement, il fut un des principaux membres de la Ligue pour la révision de la Constitution. Intimement lié, comme neveu d’Auguste Vaquerie, à la famille de Victor Hugo, il fut désigné par ce poète comme l’un de ses exécuteurs testamentaires. Porté sur plusieurs listes républicaines et radicales dans le département de la Seine, aux élections d’octobre 1885, il réunit au premier tour de scrutin 188 475 voix, et, admis sur la liste unique, dite de conciliation, qui fut présentée au second tour, il fut élu député de la Seine, le 6e sur 34, par 288 146 voix (416 886 votants, 564 338 inscrits).

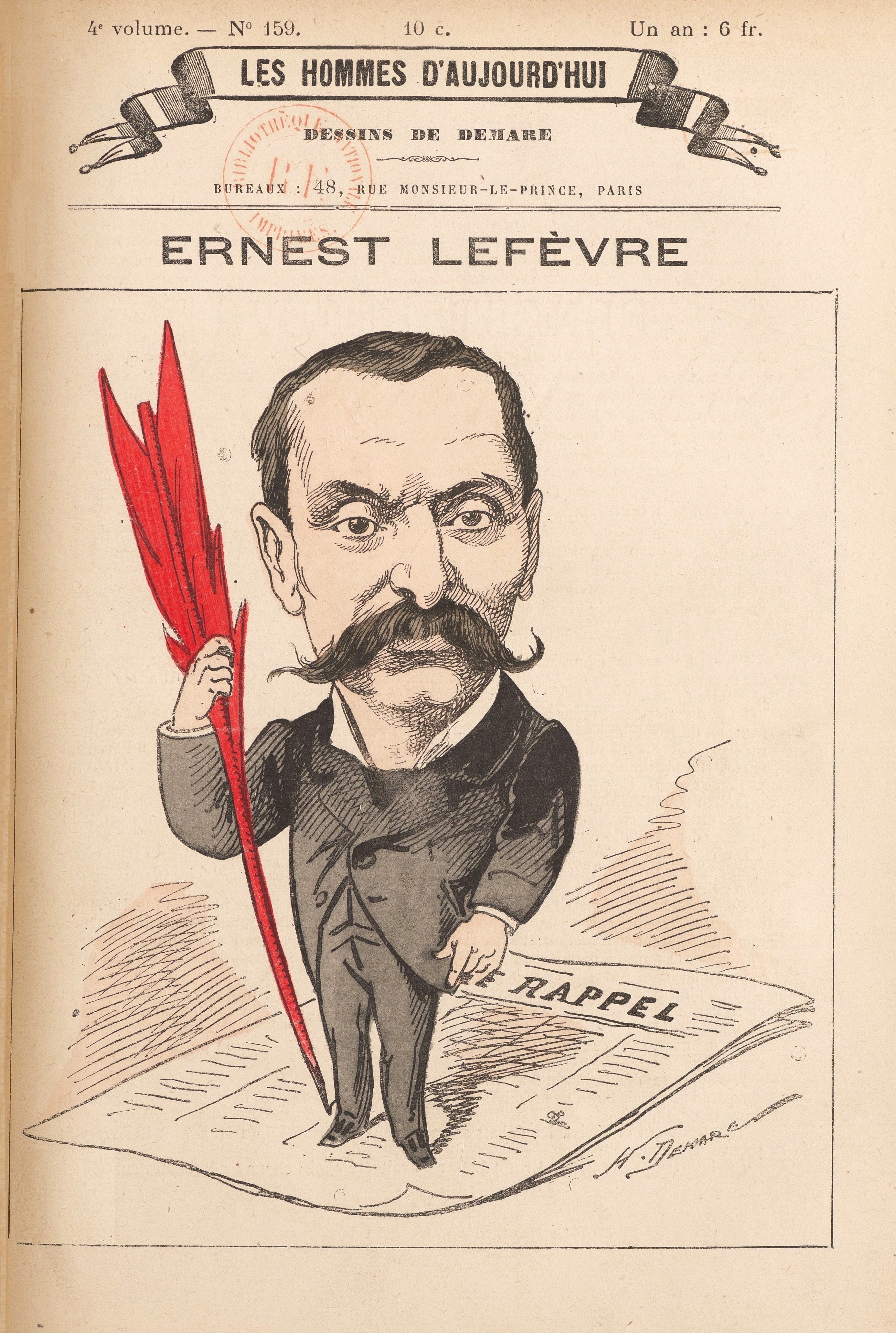
Caricature d'Ernest Lefèvre dans Les Hommes d'aujourd'hui, vol. 4, n° 159, [1881].

Lors de la constitution du bureau de la nouvelle Chambre, candidat du parti radical, il fut nommé, par ses collègues, vice-président, avec 335 voix, et fut plusieurs fois réélu depuis, notamment le 8 janvier 1889. Il opina contre les ministères opportunistes de la législature, soutint le ministère Floquet, se prononça contre la politique boulangiste et, en dernier lieu, s’abstint sur le rétablissement du scrutin d’arrondissement, le 11 février 1889, et vota contre l’ajournement indéfini de la révision de la Constitution, pour les poursuites contre trois députés membres de la Ligue des patriotes, contre le projet de loi Lisbonne restrictif de la liberté de la presse, pour les poursuites contre le général Boulanger. Fervent féministe, il déposa la loi, qui fut votée par la Chambre, relative à l’électorat des femmes commerçantes dans les tribunaux de commerce. Ses électeurs parisiens lui renouvelèrent son mandat en 1885, et il fut vice-président de la Chambre, mais sa mauvaise santé le contraignit à renoncer aux affaires publiques.
Comme administrateur du Rappel, il fut l’un des premiers dans la presse radicale à combattre le général Boulanger. Ayant épousé la fille de son concitoyen, le docteur Adolphe Aimé Lecadre, il venait fréquemment au Havre et passait chaque année une partie de l’été à Villequier. Victor Hugo l’avait désigné comme l’un de ses exécuteurs testamentaires, étant donné qu’il était le neveu d’Auguste Vacquerie.
Inhumé, le 13 novembre 1889, à Graville-Sainte-Honorine, cet éloge, qui résume sa vie en peu de mots, a été gravé sur sa tombe : « Le Conseil général de la Seine l’a fait son président ; Paris l’a fait son député ; la Chambre l’a fait son vice-président ; Victor Hugo l’a fait son exécuteur testamentaire. Tous ont salué en lui une haute intelligence, un grand caractère et la probité absolue. »

## Hommages
Une rue du 20e arrondissement parisien a reçu son nom par un arrêté du 2 aout 1899.

## Sources
- « Ernest Lefèvre », dans Adolphe Robert et Gaston Cougny, Dictionnaire des parlementaires français, Edgar Bourloton, 1889-1891 [détail de l’édition]